# Фотоелектронний прилад
Фотоелектро́нні при́лади — електровакуумні або напівпровідникові прилади, що перетворюють електромагнітні сигнали оптичного діапазону в електричні струми, напруги або перетворюють зображення в невидимих (наприклад, ІЧ) променях в видимі зображення. Ф. п. призначені для перетворення, накопичення, зберігання, передачі та відтворення інформації (включаючи інформацію у вигляді зображення об'єкта). Дія Ф. п. засноване на використанні фотоефектів: зовнішнього (фотоелектронної емісії), внутрішнього (фотопровідності) або вентильного. До Ф. п. відносяться різні фотоелементи, фотоелектронні помножувачі, фоторезистори, фотодіоди, електронно-оптичні перетворювачі, підсилювачі яскравості зображення, а також передавальні електронно-променеві трубки.